# The Open Championship
The Open Championship, även kallat The Open eller British Open, är världens äldsta golftävling. Tävlingen är en av golfvärldens fyra majortävlingar. 
The Royal and Ancient Golf Club of St Andrews (i förkortning: R&A) är sedan 1919 ansvarig för tävlingen som spelades första gången 1860 på Prestwick.

## Inledning
The Open Championship är den äldsta av fyra majortävlingar för herrar. Varje år hålls tävlingen på en av några få utvalda golfklubbar i Storbritannien. Oavsett vilken klubb tävlingen spelas på så är det R&A som organiserar och administrerar The Open. Tävlingen spelas alltid på en linksbana.
Tävlingen spelas i juli och är numera den fjärde och sista majortävlingen för året, efter att PGA Championship flyttades till maj, från och med 2019. The Masters Tournament spelas i april och US Open i juni. Den har varit en officiell tävling på PGA-touren sedan 1995 vilket innebär att prispengarna som medlemmar på PGA-touren vinner i The Open räknas in i den officiella penninglistan. Som tillägg till det så har alla Open Championships före 1995 retroaktivt klassificerats som PGA-toursegrar och listorna över PGA-segrar har justerats för att spegla detta. PGA European Tour har alltid räknat The Open som en officiell tävling.

## Historik
The Open Championship spelades första gången 17 oktober 1860 på Prestwick Golf Club. Invigningstävlingen var förbehållen professionella golfspelare. Startfältet bestod av åtta spelare som spelade Prestwicks 12-hålsbana i tre varv på en dag. Willie Park Sr vann på 174 slag då han slog favoriten Tom Morris Sr med två slag. Året efter öppnades tävlingen för amatörer och startfältet bestod då av tio professionella spelare och åtta amatörer. Det dröjde till 1885 innan tävlingen samlade fler än 50 deltagare.
Priset till vinnaren var ett praktfullt rött läderbälte med silverspännen. Bältet kallades The Champions Belt. Det fanns inga prispengar i de första tre Opens men 1863 instiftade man en prissumma på 10 pund som senare höjdes till 50 pund. Prissumman delades mellan andra, tredje och fjärde placerade proffsspelaren medan vinnaren fick behålla mästarbältet i ett år. 1863 vann Old Tom Morris den första prissumman på sex pund, att jämföra med prissumman 2004 som var 720,000 pund. Tävlingen om mästarbältet pågick till 1870 då Tom Morris Jr fick behålla bältet för alltid efter att ha vunnit tävlingen tre år i rad. Tävlingen ställdes in 1871 eftersom det inte fanns något vandringspris att spela om. Då förenade sig St. Andrews med Musselburgh och Prestwick och satte upp ett nytt ständigt vandringspris, Claret Jug, en silverkanna. Denna silverkanna har man spelat om varje år sedan dess.
Prestwick Golf Club administrerade The Open mellan 1860 och 1870. 1871 organiserade man tävlingen tillsammans med R&A och The Honourable Company of Edinburgh Golfers. 1892 fördubblades längden på tävlingen från 36 till 72 hål och samma år höjdes prissumman till 100 pund. På grund av det ökade antalet deltagare i tävlingen så infördes 1898 en cut efter två rundor. 1920 övergick hela ansvaret för tävlingen på R&A.
De tidiga vinnarna var skotska proffs som på den tiden arbetade som greenkeepers, klubbtillverkare och caddies, som komplement till de låga prissummorna i de tävlingar de ställde upp i. The Open har alltid dominerats av proffs. Amatörer har bara vunnit sex gånger och det var mellan 1890 och 1930. Den siste amatören som vann var amerikanen Bobby Jones som även gjorde Grand Slam 1930. Jones var en av fyra amerikaner som vann The Open mellan  första och andra världskriget. Den förste var Walter Hagen 1922. Dessa amerikaner och den franske vinnaren i 1907 års The Open var de enda utländska vinnarna fram till 1939.
Den förste segraren efter andra världskriget var amerikanen Sam Snead 1946. 1947 vann Fred Daly från Nordirland. Medan det har varit många vinnare från England och Skottland så är Daly den ende från den irländska ön och ingen från Wales har vunnit tävlingen. Under efterkrigsåren dominerades tävlingen av sydafrikanen Bobby Locke och australiensaren Peter Thomson som vann Claret Jug nio gånger av elva mellan 1948 och 1958.
En annan sydafrikan, Gary Player vann 1959 och det var början på Big Three-eran inom professionell golf. De tre spelarna var Gary Player, Arnold Palmer och Jack Nicklaus. Palmer tävlade första gången 1960, när han kom tvåa efter den mindre kände australiensaren Kel Nagle, men han vann de två följande åren.
Nicklaus segrar i The Open Championship kom 1966, 1970 och 1978. Han vann övriga majors oftare men det understryker vilken framstående golfspelare han var i The Open på 1960- och 1970-talet. Han slutade bland de fem första sexton gånger vilket är, tillsammans med John Henry Taylor, mest i The Opens historia och överlägset bäst sedan andra världskriget. Detta inkluderar sju andraplaceringar. Nicklaus har spelat flest rundor under par, 61 stycken, och slutat flest tävlingar under par, 14 stycken. På Turnberry 1977 var han med i en av de mest omtalade tävlingarna i golfhistorien, när hans duell med Tom Watson dröjde till sista slaget innan Watson stod som Open-segrare för andra gången.
Watson vann fem Open Championship, fler än någon annan sedan 50-talet men hans sista seger (1983) avslutade en period av amerikansk dominans. De följande elva åren blev det bara en amerikansk seger. De europeiska vinnarna under denna period, spanjoren Seve Ballesteros, skotten Sandy Lyle och engelsmannen Nick Faldo var också ledargestalter i den grupp av spelare som började att spela allt bättre än amerikanerna i Ryder Cup.
1995 blev The Open Championship officiell tävling på den amerikanska PGA-touren. John Dalys seger det året, vilket var en stor överraskning även om han hade vunnit en major tidigare, startade en ny period av amerikansk dominans. Tiger Woods vann sin första seger i The Open 2000. Det var dramatiska TV-bilder det året på St. Andrews när den till åren komne Jack Nicklaus vinkade farväl till folkmassorna medan den atletiske unge tronföljaren tittade på från en närliggande tee.

## Kvalificering till tävlingen
Tävlingen är öppen för alla spelare som ligger på världens golfrankningslistor. Kvalificering till tävlingen sker genom ett förkval under 1–2 dagar i Afrika, Australasien, Oceanien, Amerika och Europa samt ett kval i Storbritannien. Från dessa förkval kvalificerar sig 48 spelare till tävlingen, där 156 spelare deltar (2005). Övriga spelare i tävlingen är direktkvalificerade enligt följande 29 kriterier:
1. Spelarna på de 10 första placeringarna i The Open året före
2. Tidigare The Open-vinnare som är högst 65 år dagen före tävlingen
3. De 50 första spelarna på golfens världsranking vecka 22
4. De 20 första spelarna på PGA European Tours Order of Merit året före
5. Vinnarna i PGA Championship innevarande år och två föregående år
6. Spelarna som ligger på placeringarna 1-3 på PGA European Tours Order of Merit innevarande år med prispengarna till och med PGA Championship.
7. Spelare på de två första placeringarna på en ackumulerad penninglista från alla PGA European Tour-tävlingar mellan British Master och French Open samt US Open
8. Vinnarna i Smurfit European Open och Barclays Scottish Open
9. Vinnarna i US Open de fem senaste åren inklusive årets tävling
10. Vinnarna i The Masters Tournament de senaste sex åren inklusive årets tävling
11. Vinnarna i USPGA Championship de fem föregående åren
12. Vinnarna i USPGA Tour Players Champions de senaste tre åren inklusive innevarande år
13. De 20 bästa spelarna på USPGA:s penninglista föregående år
14. Spelare på de tre första placeringarna på USPGA-tourens penninglista innevarande år till och med tävlingen Fedex St Jude Classic
15. De 2 bästa spelarna på en ackumulerad penninglista på USPGA-touren med Western Open och de fyra föregående tävlingarna
16. Vinnaren i Western Open och John Deere classic
17. Spelande medlemmar i Ryder Cup-lagen året före
18. Vinnaren på Order of Merit på Asian PGA Tour föregående år
19. Spelare som placerat sig på första eller andra plats på Order of Merit Tour of Australasia föregående år
20. Spelare som placerat sig på första plats på Order of Merit på Southern Africa PGA Sunshine Tour senaste säsongen
21. Vinnaren i Canadian Open föregående år
22. Vinnaren i Japan Open föregående år
23. Spelare som placerat sig på första och andra plats på den officiella penninglistan på Japan Golf Tour föregående år
24. De fyra bästa spelarna i Mizuno Open innevarande år
25. De två spelare som placerat sig högst på en ackumulerad penninglista på alla Japan Tour-tävlingar mellan Japan PGA Championship och Mizuno Open innevarande år
26. Vinnaren i Senior British Open föregående år
27. Vinnaren i Amateur Champion innevarande år
28. Vinnaren i US Amateur Champion föregående år
29. Vinnaren i European Individual Amateur föregående år

## Statistik[1]

### Segrare
| År   | Segrare                       |
| 2024 | Xander Schauffele             |
| 2023 | Brian Harman                  |
| 2022 | Cameron Smith                 |
| 2021 | Collin Morikawa               |
| 2020 | Hölls ej på grund av covid-19 |
| 2019 | Shane Lowry                   |
| 2018 | Francesco Molinari            |
| 2017 | Jordan Spieth                 |
| 2016 | Henrik Stenson                |
| 2015 | Zach Johnson                  |
| 2014 | Rory McIlroy                  |
| 2013 | Phil Mickelson                |
| 2012 | Ernie Els                     |
| 2011 | Darren Clarke                 |
| 2010 | Louis Oosthuizen              |
| 2009 | Stewart Cink                  |
| 2008 | Padraig Harrington            |
| 2007 | Padraig Harrington            |
| 2006 | Tiger Woods                   |
| 2005 | Tiger Woods                   |
| 2004 | Todd Hamilton                 |
| 2003 | Ben Curtis                    |
| 2002 | Ernie Els                     |
| 2001 | David Duval                   |
| 2000 | Tiger Woods                   |
| 1999 | Paul Lawrie                   |
| 1998 | Mark O'Meara                  |
| 1997 | Justin Leonard                |
| 1996 | Tom Lehman                    |
| 1995 | John Daly                     |
| 1994 | Nick Price                    |
| 1993 | Greg Norman                   |
| 1992 | Nick Faldo                    |
| 1991 | Ian Baker-Finch               |

| År   | Segrare               |
| 1990 | Nick Faldo            |
| 1989 | Mark Calcavecchia     |
| 1988 | Severiano Ballesteros |
| 1987 | Nick Faldo            |
| 1986 | Greg Norman           |
| 1985 | Sandy Lyle            |
| 1984 | Severiano Ballesteros |
| 1983 | Tom Watson            |
| 1982 | Tom Watson            |
| 1981 | Bill Rogers           |
| 1980 | Tom Watson            |
| 1979 | Severiano Ballesteros |
| 1978 | Jack Nicklaus         |
| 1977 | Tom Watson            |
| 1976 | Johnny Miller         |
| 1975 | Tom Watson            |
| 1974 | Gary Player           |
| 1973 | Tom Weiskopf          |
| 1972 | Lee Trevino           |
| 1971 | Lee Trevino           |
| 1970 | Jack Nicklaus         |
| 1969 | Tony Jacklin          |
| 1968 | Gary Player           |
| 1967 | Roberto DeVicenzo     |
| 1966 | Jack Nicklaus         |
| 1965 | Peter Thomson         |
| 1964 | Tony Lema             |
| 1963 | Bob Charles           |
| 1962 | Arnold Palmer         |
| 1961 | Arnold Palmer         |

| År   | Segrare                   |
| 1960 | Kel Nagle                 |
| 1959 | Gary Player               |
| 1958 | Peter Thomson             |
| 1957 | Bobby Locke               |
| 1956 | Peter Thomson             |
| 1955 | Peter Thomson             |
| 1954 | Peter Thomson             |
| 1953 | Ben Hogan                 |
| 1952 | Bobby Locke               |
| 1951 | Max Faulkner              |
| 1950 | Bobby Locke               |
| 1949 | Bobby Locke               |
| 1948 | Henry Cotton              |
| 1947 | Fred Daly                 |
| 1946 | Sam Snead                 |
| 1945 | Hölls ej på grund av WWII |
| 1944 | Hölls ej på grund av WWII |
| 1943 | Hölls ej på grund av WWII |
| 1942 | Hölls ej på grund av WWII |
| 1941 | Hölls ej på grund av WWII |
| 1940 | Hölls ej på grund av WWII |
| 1939 | Richard Burton            |
| 1938 | Reg Whitcombe             |
| 1937 | Henry Cotton              |
| 1936 | Alf Padgham               |
| 1935 | Alf Perry                 |
| 1934 | Henry Cotton              |
| 1933 | Denny Shute               |
| 1932 | Gene Sarazen              |
| 1931 | Tommy Armour              |

| År   | Segrare                  |
| 1930 | Bobby Jones (Am)         |
| 1929 | Walter Hagen             |
| 1928 | Walter Hagen             |
| 1927 | Bobby Jones (Am)         |
| 1926 | Bobby Jones (Am)         |
| 1925 | Jim Barnes               |
| 1924 | Walter Hagen             |
| 1923 | Arthur Havers            |
| 1922 | Walter Hagen             |
| 1921 | Jock Hutchison           |
| 1920 | George Duncan            |
| 1919 | Hölls ej på grund av WWI |
| 1918 | Hölls ej på grund av WWI |
| 1917 | Hölls ej på grund av WWI |
| 1916 | Hölls ej på grund av WWI |
| 1915 | Hölls ej på grund av WWI |
| 1914 | Harry Vardon             |
| 1913 | John Henry Taylor        |
| 1912 | Ted Ray                  |
| 1911 | Harry Vardon             |
| 1910 | James Braid              |
| 1909 | John Henry Taylor        |
| 1908 | James Braid              |
| 1907 | Arnaud Massy             |
| 1906 | James Braid              |
| 1905 | James Braid              |
| 1904 | Jack White               |
| 1903 | Harry Vardon             |
| 1902 | Alexander Herd           |
| 1901 | James Braid              |

| År   | Segrare                                      |
| 1900 | John Henry Taylor                            |
| 1899 | Harry Vardon                                 |
| 1898 | Harry Vardon                                 |
| 1897 | Harold Hilton (Am)                           |
| 1896 | Harry Vardon                                 |
| 1895 | John Henry Taylor                            |
| 1894 | John Henry Taylor                            |
| 1893 | William Auchterlonie                         |
| 1892 | Harold Hilton (Am)                           |
| 1891 | Hugh Kirkaldy                                |
| 1890 | John Ball (Am)                               |
| 1889 | Willie Park Jr                               |
| 1888 | Jack Burns                                   |
| 1887 | Willie Park Jr                               |
| 1886 | David Brown                                  |
| 1885 | Bob Martin                                   |
| 1884 | Jack Simpson                                 |
| 1883 | Willie Fernie                                |
| 1882 | Robert Ferguson                              |
| 1881 | Robert Ferguson                              |
| 1880 | Robert Ferguson                              |
| 1879 | Jamie Anderson                               |
| 1878 | Jamie Anderson                               |
| 1877 | Jamie Anderson                               |
| 1876 | Bob Martin                                   |
| 1875 | Willie Park Sr                               |
| 1874 | Mungo Park                                   |
| 1873 | Tom Kidd                                     |
| 1872 | Tom Morris Jr                                |
| 1871 | Inställt på grund av ingen tillgänglig pokal |

| År   | Segrare        |
| 1870 | Tom Morris Jr  |
| 1869 | Tom Morris Jr  |
| 1868 | Tom Morris Jr  |
| 1867 | Tom Morris Sr  |
| 1866 | Willie Park Sr |
| 1865 | Andrew Strath  |
| 1864 | Tom Morris Sr  |
| 1863 | Willie Park Sr |
| 1862 | Tom Morris Sr  |
| 1861 | Tom Morris Sr  |
| 1860 | Willie Park Sr |

### Spelare som vunnit flera gånger
Spelare med mer än en seger till och med 2013.
| Spelare           | Antal segrar |
| Harry Vardon      | 6            |
| Peter Thomson     | 5            |
| James Braid       | 5            |
| John Henry Taylor | 5            |
| Tom Watson        | 5            |
| Walter Hagen      | 4            |
| Bobby Locke       | 4            |
| Tom Morris Sr     | 4            |
| Tom Morris Jr     | 4            |
| Willie Park Sr    | 4            |

| Spelare               | Antal segrar |
| Jamie Anderson        | 3            |
| Robert Ferguson       | 3            |
| Bobby Jones           | 3            |
| Henry Cotton          | 3            |
| Gary Player           | 3            |
| Jack Nicklaus         | 3            |
| Nick Faldo            | 3            |
| Severiano Ballesteros | 3            |
| Tiger Woods           | 3            |

| Spelare            | Antal segrar |
| Willie Park Jr     | 2            |
| Arnold Palmer      | 2            |
| Lee Trevino        | 2            |
| Greg Norman        | 2            |
| Pádraig Harrington | 2            |
| Ernie Els          | 2            |
| Bob Martin         | 2            |

### Banor i The Open Championship
| Bana                                                   | Antal tävlingar |  | År |
| St Andrews Old Course                                  | 28              |  | 2015, 2010, 2005, 2000, 1995, 1990, 1984, 1978, 1970, 1964, 1960, 1957, 1955, 1946, 1939, 1933, 1927, 1921, 1910, 1905, 1900, 1895, 1891, 1888, 1885, 1882, 1879, 1876, 1873 |
| Prestwick Golf Club                                    | 24              |  | 1925, 1914, 1908, 1903, 1898, 1893, 1890, 1887, 1884, 1881, 1878, 1875, 1872, 1870, 1869, 1868, 1867, 1866, 1865, 1864, 1863, 1862, 1861, 1860                               |
| The Honourable Company of Edinburgh Golfers, Muirfield | 16              |  | 2013, 2002, 1992, 1987, 1980, 1972, 1966, 1959, 1948, 1935, 1929, 1912, 1906, 1901, 1896, 1892                                                                               |
| Royal St George's, Sandwich                            | 14              |  | 2011, 2003, 1993, 1985, 1981, 1949, 1938, 1934, 1928, 1922, 1911, 1904, 1899, 1894                                                                                           |
| Royal Liverpool GC, Hoylake                            | 11              |  | 2014, 2006, 1967, 1956, 1947, 1936, 1930, 1924, 1913, 1907, 1902, 1897 |
| Royal Lytham & St Annes                                | 11              |  | 2012, 2001, 1996, 1988, 1979, 1974, 1969, 1963, 1958, 1952, 1926 |
| Royal Birkdale                                         | 10              |  | 2017, 2008, 1998, 1991, 1983, 1976, 1971, 1965, 1961, 1954 |
| Royal Troon                                            | 9               |  | 2016, 2004, 1997, 1989, 1982, 1973, 1962, 1950, 1923 |
| Carnoustie Golf Links                                  | 8               |  | 2018, 2007, 1999, 1975, 1968, 1953, 1937, 1931 |
| Musselburgh                                            | 6               |  | 1889, 1886, 1883, 1880, 1877, 1874 |
| Turnberry Golf Club                                    | 4               |  | 2009, 1994, 1986, 1977 |
| Royal Cinque Ports (Deal)                              | 2               |  | 1920, 1909 |
| Royal Portrush                                         | 2               |  | 2019, 1951 |
| Prince's                                               | 1               |  | 1932 |

### Svenska topplaceringar (Top 10)
Bara en svensk har hittills vunnit The Open Championship, Henrik Stenson 2016. Vid 18 tillfällen har dock en svensk golfare placerat sig bland de 10 bästa. Bäst är Jesper Parnevik med fem placeringar inom top 10. Hans andraplatser från 1994 och 1997 är också de två näst bästa placeringarna tillsammans med Niclas Fasth (2001) och Henrik Stenson (2013), som tangerade dessa noteringar.
| År   | Namn                 | Placering |
| 2017 | Alexander Norén (2)  | 6         |
| 2016 | Henrik Stenson (4)   | 1         |
| 2013 | Henrik Stenson (3)   | 2         |
| 2012 | Alexander Norén      | 9         |
| 2010 | Henrik Stenson (2)   | 3         |
| 2009 | Richard S. Johnson   | 8         |
| 2008 | Henrik Stenson       | 3         |
| 2006 | Carl Pettersson      | 8         |
| 2003 | Fredrik Jacobson     | 6         |
| 2001 | Niclas Fasth         | 2         |
| 2001 | Jesper Parnevik (5)  | 9         |
| 2000 | Pierre Fulke         | 7         |
| 1999 | Jesper Parnevik (4)  | 10        |
| 1998 | Jesper Parnevik (3)  | 4         |
| 1997 | Jesper Parnevik (2)  | 2         |
| 1996 | Peter Hedblom        | 7         |
| 1994 | Jesper Parnevik      | 2         |
| 1994 | Anders Forsbrand (2) | 4         |
| 1992 | Robert Karlsson      | 5         |
| 1985 | Anders Forsbrand     | 8         |